# 赫瓦贾·纳齐姆丁
赫瓦贾·纳齐姆丁爵士（1894年7月19日—1964年10月22日）是一名巴基斯坦孟加拉族保守主义政治家。赫瓦贾·纳齐姆丁是巴基斯坦的国父之一，曾在1948-1951年任巴基斯坦总督。在1951年到1953年间，赫瓦贾·纳齐姆丁曾任第二届巴基斯坦总理。1964年，赫瓦贾·纳齐姆丁因病去世，遗体葬在达卡的三位領袖陵寢。